# Mistrzostwa Świata w Kolarstwie Torowym 1933
36. Mistrzostwa Świata w Kolarstwie Torowym 1933 odbyły się w stolicy Francji – Paryżu. Rozegrano trzy konkurencje: sprint amatorów i zawodowców oraz wyścig ze startu zatrzymanego zawodowców.

## Medaliści

### Mężczyźni
| Konkurencja                              | Złoto              | Srebro           | Brąz                 |
| ---------------------------------------- | ------------------ | ---------------- | -------------------- |
| Sprint indywidualny amatorów             | Jacobus van Egmond | Roland Ulrich    | Anker Meyer Andersen |
| Sprint indywidualny zawodowców           | Jef Scherens       | Lucien Michard   | Albert Richter       |
| Wyścig ze startu zatrzymanego zawodowców | Charles Lacquehay  | Franco Giorgetti | Erich Metze          |

## Klasyfikacja medalowa
| Miejsce | Państwo    |   |   |   | Razem |
| ------- | ---------- | - | - | - | ----- |
| 1.      | Francja    | 1 | 2 | 0 | 3     |
| 2.      | Belgia     | 1 | 0 | 0 | 1     |
|         | Holandia   | 1 | 0 | 0 | 1     |
| 4.      | Włochy     | 0 | 1 | 0 | 1     |
| 5.      | III Rzesza | 0 | 0 | 2 | 2     |
| 6.      | Dania      | 0 | 0 | 1 | 1     |